# BD+05 4868Ab

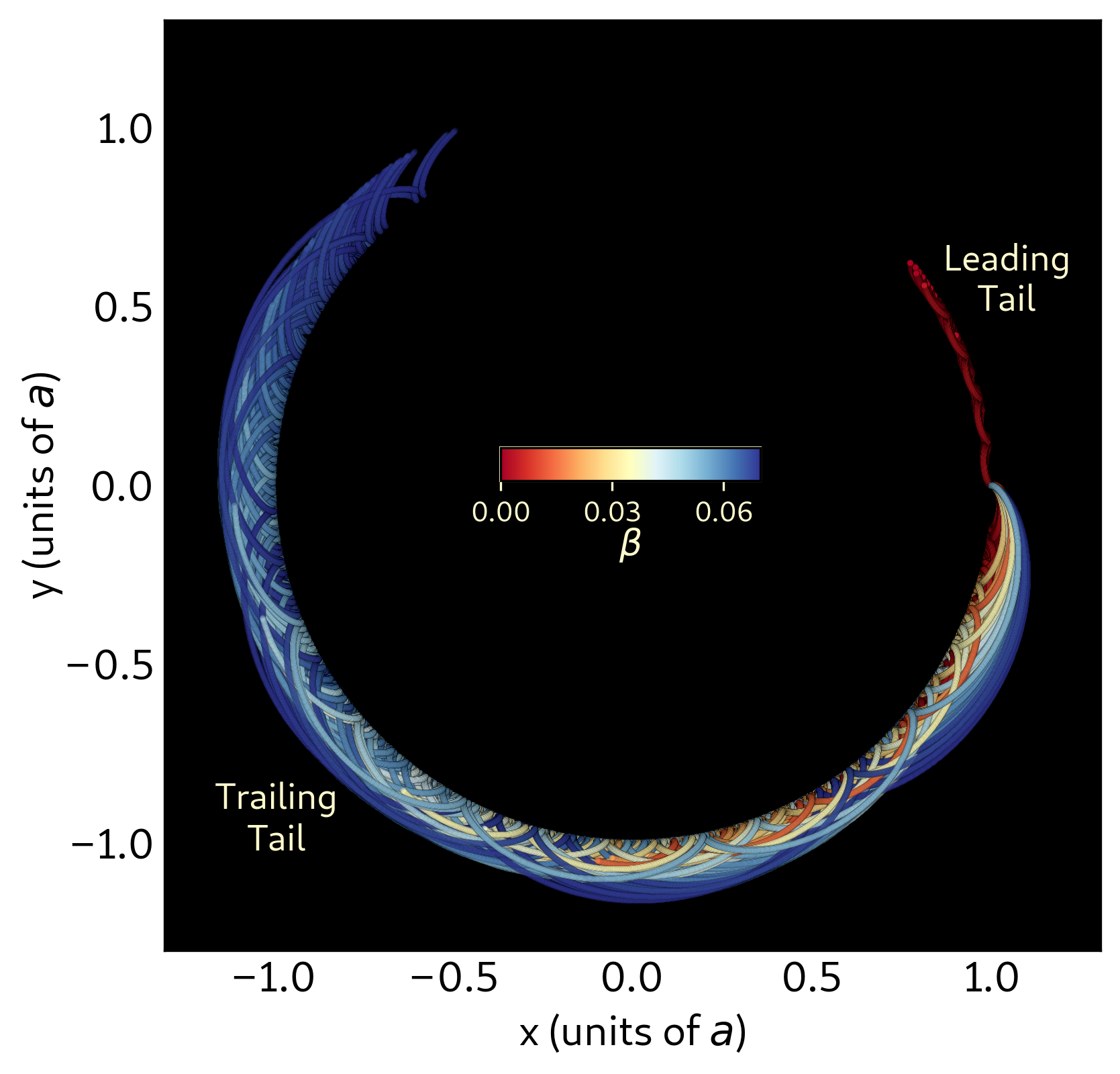
Una simulación de la trayectoria de los granos de polvo realizada por BD+05 4868Ab

BD+05 4868Ab es un exoplaneta ubicado a 142 años luz de la Tierra, en la constelación de Pegaso. Orbita a una distancia de 0.02 UA alrededor de la estrella principal del sistema binario BD+05 4868. Debido a su proximidad a su estrella anfitriona, es probable que el planeta esté cubierto de magma, lo que lo convierte en un planeta de lava. Fue descubierto en 2025 mediante el método de tránsito.

## Evaporación
El planeta tiene actualmente una masa similar a la de la Luna. Sin embargo, está perdiendo masa, formando largas estelas similares a las de un cometa, de 9 millones de kilómetros de longitud, tanto por delante como por detrás. Estas estelas se extienden por la mitad de la órbita del planeta alrededor de la estrella. Los granos de polvo presentes en ellas tienen un tamaño de entre 1 y 10 micras. BD+05 4868Ab representa un caso extremo de un planeta en proceso de evaporación catastrófica. Se cree que BD+05 4868Ab inicialmente tenía una masa mayor que la de Mercurio, pero a lo largo de varios miles de millones de años, perdió dicha masa debido a la evaporación. En 2025, era uno de los cuatro planetas conocidos en desintegración, junto con Kepler-1520b, KOI-2700b y K2-22b.